# Бојан Савић
Бојан Савић (Београд, 1975) српски је сликар и ликовни педагог. Члан је УЛУПУДС-а, УЛУС-а, и АРТЕ групе.

## Биографија
Средњу школу, 14. београдску гимназију завршио је 1994. године у Београду. Академију Примењених уметности и дизајна уписао је 1996. и дипломирао 2001. године на одсеку зидно сликарство и рестаурација, у класи професора Слободана Ђуричковића.
Учесник је више међународних ликовних колонија у земљи и иностранству, лидер међународних арт кампова и радионица. Радио је у радионицама и пројектима за децу, као и ликовне радионице фузионисаног стакла. Искуство са децом стекао кроз десетогодишњи рад у Основним школама „Арчибалд Рајс”, Јован Поповић, и Сава Шумановић.
Последњих година ради сликарске радионице са људима са церебралном парализом, као радне и арт терапије, те организовао више хуманитарних изложби за ове људе, као и сликарске колоније.
Као АРТ НОМАД, путовао је итересујући се за градове и земље Медитерана, црпећи инспирацију за циклус слика Љубав је путовање.
Имао је самосталне изложбе у Хрватској (Пула), Црној Гори (Kотор), Босни и Херцеговини (Требиње), Малти (Бирго), Пољској (Варшава).

## Самосталне изложбе
- 2001. Прва самостална изложба, Галерија 011, Гроцка, Београд
- 2002. изложба: трагања, Галерија 73, Баново Брдо, Београд
- 2003. Објекти и слике, Кафе галерија АЛО АЛО, Београд
- 2006 — 2008. Изложбе у Галерији Тијанића Воденица
- 2007. Фузионисано стакло, Манакова кућа, Београд
- 2007. Пантингс, Бирго, Малта
- 2008. Малта у Србији, Галерија Чигота, Златибор
- 2010. Урбанизација, Blow up bar, Galery, Београд
- 2011. Медитеран, Музеј Херцеговине, Требиње
- 2012. Љубав, Галерија дома културе, Чачак
- 2012. Птице, Галерија Мед, Београд
- 2012. Љубав, Галерија Чигота, Златибор
- 2013. Балканска Љубав, Српски Kултурни центар, Будимпешта
- 2014. Град Требиње, Галерија Чигота, Златибор
- 2014. Град Требиње, Хотел Платани, Требиње
- 2015. Љубав у плусу, Галерија Шунд, Београд
- 2015. Deep Blue, излозба цртеза, Публин, Београд
- 2015. Птице певачице, СKЦ Нови Београд, Београд
- 2015. Мора, градови и једрењаци, Београд
- 2016. Љубав на први поглед, Народни Музеј Ужице[6]
- 2016. Уплив спонтаности, градска продајна галерија, Нови Сад
- 2018. Љубав и путовања, Галерија Чигота, Златибор[7]
- 2018. Љубав и путовања, Ликовни салон, Чачак
- 2018. Љубав и путовања, Градска галерија Kотор[8]
- 2018. Изложбени салон KЦ, Зрењанин[9]
- 2019. Галерија Синигидунум, Београд
- 2020. Кутије сећања, Мала галерија Улуса, Београд[10]
- 2020.
- 2021. Три тачке, Модерна Галерија Панчево
- 2022. Анатомија духа, Галерија СKЦ, Београд[11]
- 2022. Снови од перја, Galleria Metamorfozy, Варшава
- 2024. У Мору Живота, Ликони салон, Трстеник

## Групне изложбе
Излагао је на преко 100 групних изложби, у земљи и иностранству, учесник је могобројних међународних колонија и више уметничких пројеката. 
Остварио многе уметничке радионице са децом.

## Награде и признања
Сликар године 2012. АРТЕ групе и похвала на бијеналу акварела 2013. године.

## Галерија
- Deep blue, 50x50цм, акрил, 2015.
- Једрењак, 110x80цм, комбинована техника, 2015.
- Љубав и тренутак вечности, 23,5 x43цм, акрил, 2015.
- Речи нежности, 60x80цм, акрил, 2018.
- На обали, 95x60цм, комбинована техника, 2020.
- Љубав и друге ситнице, 50x40цм, комбинована техника, 2021.
- У мору живота, 50x50цм, акрил, 2022.
- Велики брод, 100x70цм, комбинована техника, 2023.